# 水沙連高速公路

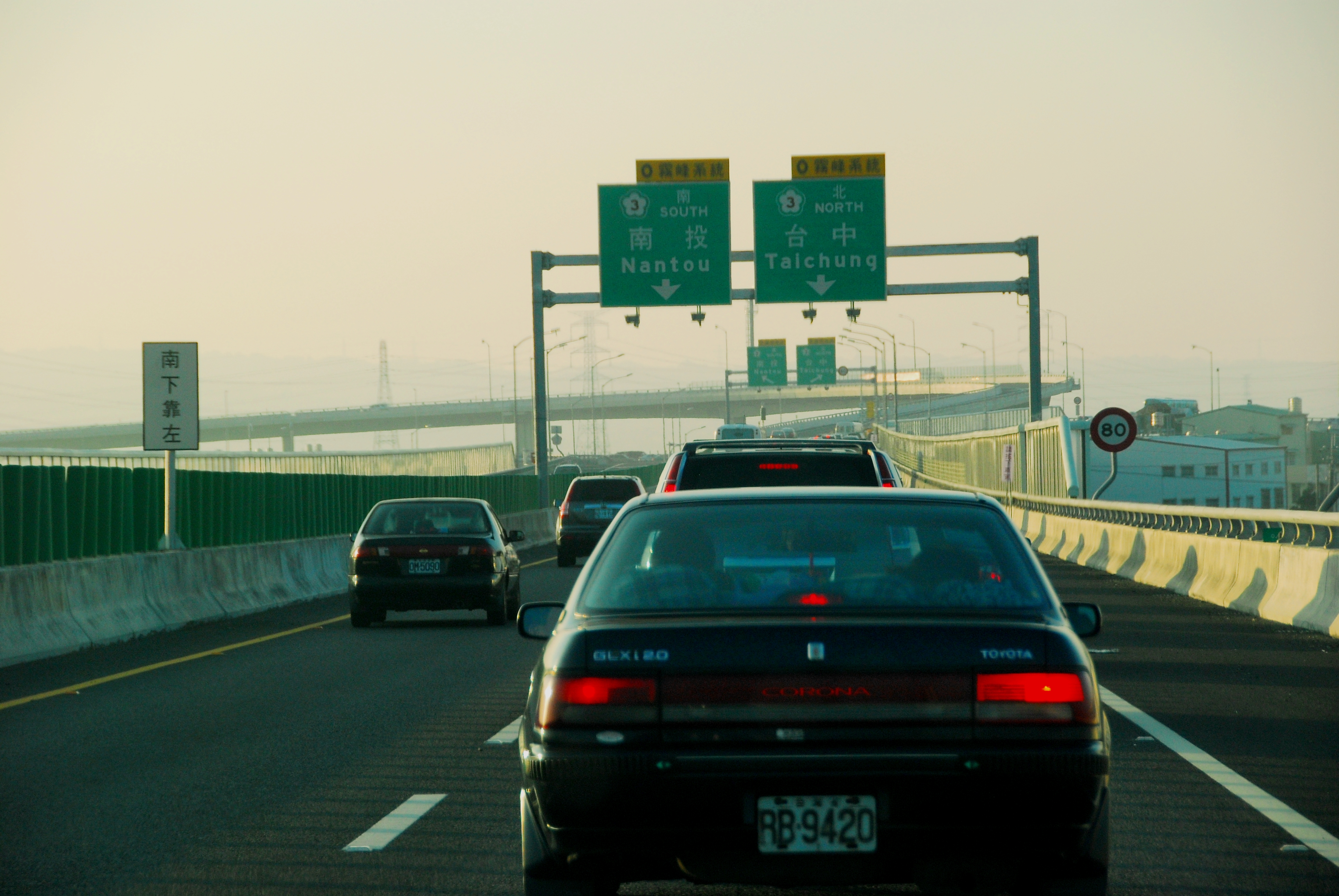
西行終點：霧峰系統交流道

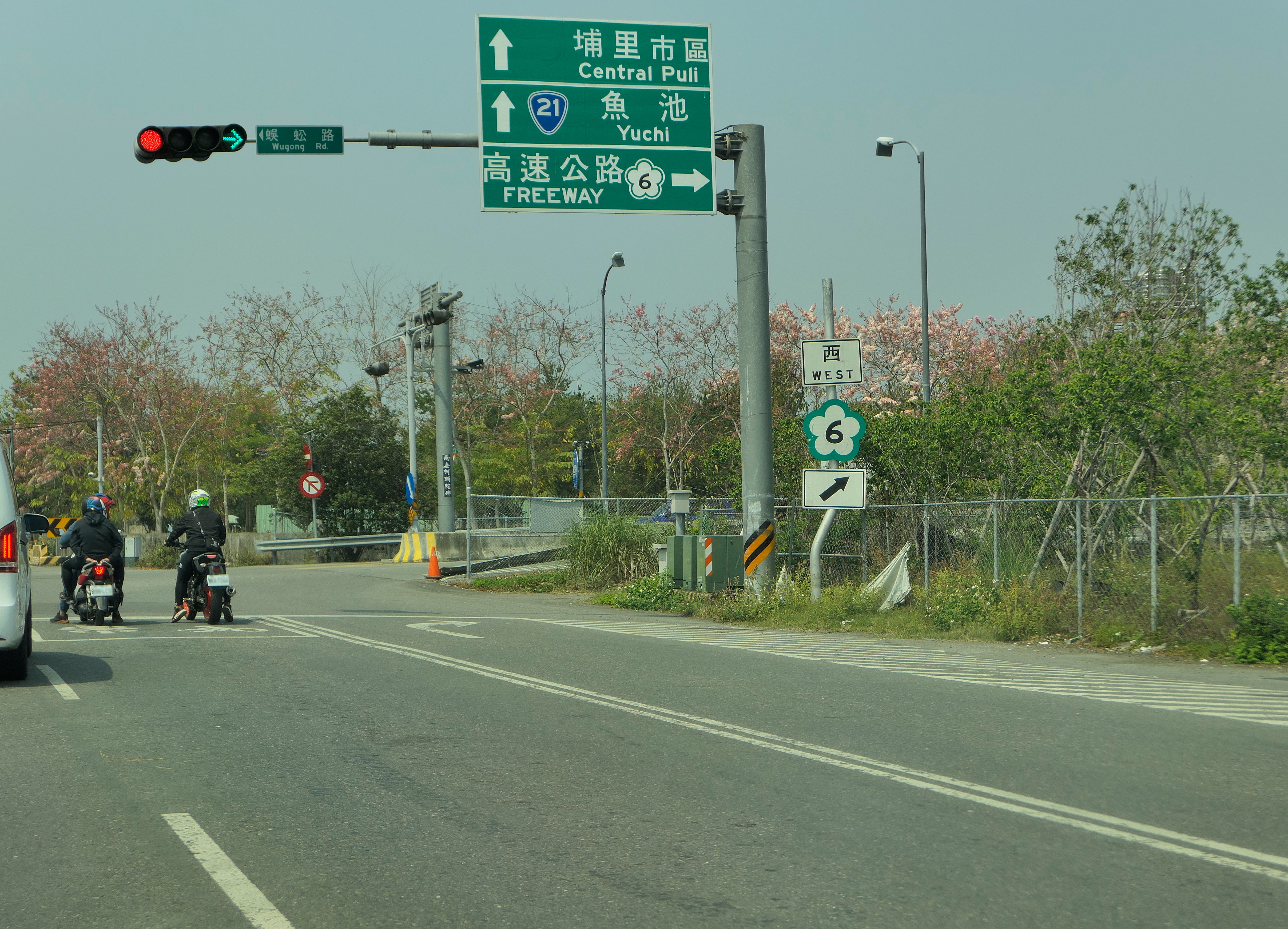
東行終點：埔里端

中華民國國道六號，又稱水沙連高速公路、中橫高速公路，簡稱國六，為南投縣重要的東西向交通動脈。整體路線分為先期的霧峰至埔里段，以及遠期的埔里至花蓮段，先期路段已於2008年全線通車，遠期路段則因環境問題被擱置中。原計畫名南投支線，2009年經南投縣政府透過評審與網友票選二階段辦理，結果以「水沙連」之名獲得最高票，於是南投縣政府提請交通部臺灣區國道高速公路局命名為「水沙連高速公路」，最終獲同意。
由於全線幾乎位於山區，腹地受限，只能沿著台14線位處的烏溪河谷興建，因此交流道大多與台14線連接，台14線也是國道六號的替代道路。

## 沿革
臺灣本島地形由北到南被中央山脈和雪山山脈分隔為東西兩大區域。東部區域地形封閉，開發程度遠比西部區域來的緩慢，為平衡本島東西部區域均衡發展，於1986年1月由臺灣省公路局開始辦理中橫快速公路可行性研究（埔里—花蓮），並於1990年3月完成可行性研究報告，1991年8月中華民國交通部發函指示將本計畫自埔里延伸至草屯，以便銜接福爾摩沙高速公路。
1994年3月交通部召開「研商12項建設規劃中部橫貫公路會議」，指示由國工局接續辦理第2階段可行性研究，第2階段可行性研究報告經陳報行政院後於1998年1月之核定略以：「本計畫分為兩段辦理，霧峰至埔里段為配合中部地區觀光與運輸需求，應儘速提前完工，請繼續辦理綜合規劃，陳報核准後再進行細部設計，並研究本路段獎勵民間參與之可行性」；埔里至花蓮段因尚存地熱、斷層、岩爆、湧水等不確定因素，請繼續評估後另案陳報核定。
因921大地震後，造成國姓、埔里及日月潭等地區各項民生、觀光產業一蹶不振，2002年行政院為加速地震災區重建，提振南投地區產業發展，乃將霧峰至埔里段計畫納入「挑戰2008：國家發展重點計畫」，2003年7月本路段建設計畫奉行政院核定，並訂名為國道六號南投段（國道6號南投段建設計畫）。國道6號南投段於民國93年（2004年）1月動工興建、2009年3月21日全線通車，全段速限原為90km/h，2012年9月1日增加為100km/h。起點自國道三號霧峰系統交流道，終點為埔里端。

## 工程簡介

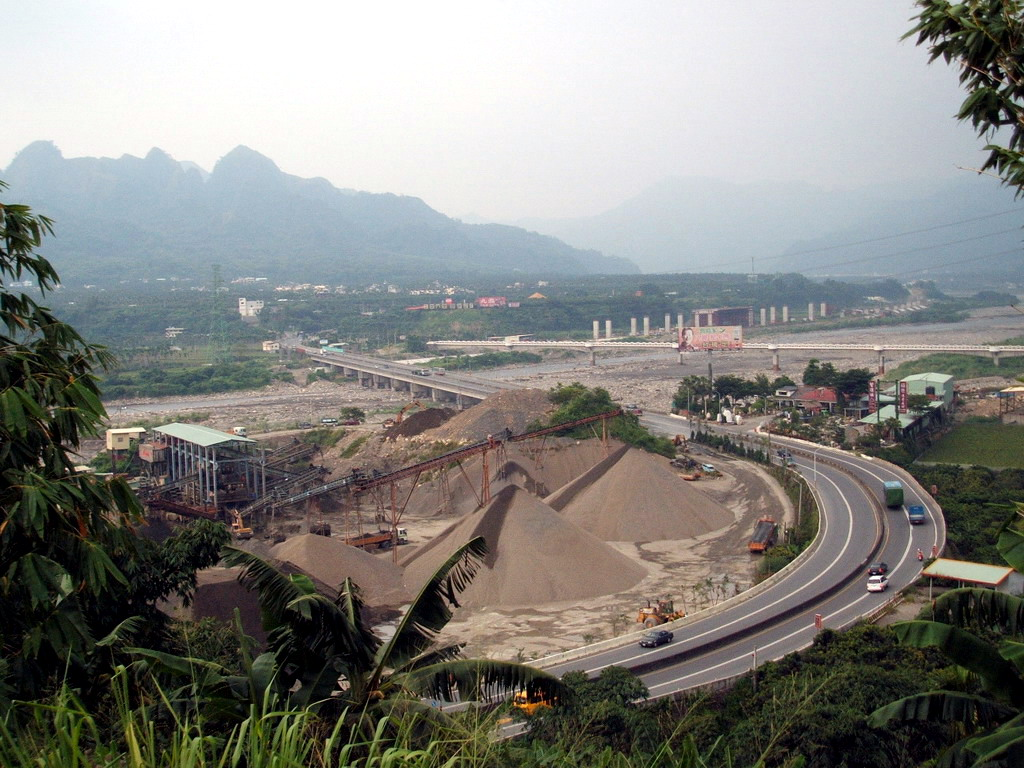
遠眺烏溪旁興建中國道六號（2006年攝）。

國道六號南投段起於國道三號之霧峰系統交流道，往東沿烏溪、南港溪、眉溪河谷及山區而行經南投縣草屯鎮、國姓鄉後在埔里鎮與臺14線相交，全長37.6公里。隧道長4.2公里，佔全長11%；經過斷層帶路段以路堤方式建造以方便地震後快速修復，路堤長7公里，佔19%；橋梁26.4公里，佔70%。本條國道為第三代高速公路，融合環境、生態、景觀及符合交通需求之永續發展公路。

### 規劃設計原則
南投路段工程使用新材料、新工法，亦運用生態工法：配合地方環境、人文意象與景觀特色以落實環境與生態保育的永續理念，在規劃設計時擬訂下列原則：
- 本路段設計以橋樑、隧道為主，力求土方平衡。開闢砂石車專用道，避免施工期間假日對台14線交通之干擾。
- 大跨徑橋梁跨越河谷，減低對河川的影響，「國姓高架橋」曾為臺灣最高橋墩，高達72公尺。
- 運用新工法、新材料，以節能減碳、達成永續發展。
- 石灼巷跨越橋是用輕質混凝土，使用水庫淤泥製作，減輕橋重讓橋墩縮減，減少水泥二氧化碳排放。
- 橋墩柱全面使用自充填混凝土，優點可以防止水泥乾硬後有蜂窩缺陷產生，加入爐石粉之廢棄材料以減少水泥用量。
- 設計鋼管斜撐橋，減少量體、增加通適性與景觀，橋墩不再是圓柱或正方形柱造型以增加美觀，也可以使高速公路整體縮小，融合於環境之中。
- 興建鋼便橋，減低施工對坡面的影響。施工完成後對公路旁環境破壞程度非常小。
- 於交流道設置生態池與生物廊道及排水邊溝設置生物逃生坡道，並訂定規範於施工期間保護稀有動物之生存環境。
- PC板透明隔音牆加貼猛禽貼紙、以減少鳥類撞傷。

### 效益
藉由上述具體有效且對環境友善的作為，國道六號南投路段工程之混凝土容許添加爐石粉及橋墩柱均使用自充填混凝土，減少水泥用量達24萬公噸、減少二氧化碳排量約21萬公噸，通車後從台14改走國道六號更可以減少二氧化碳排放，路線與地域特性相融合，保留自然地貌。此路線不僅是南下車流藉國道3號快速通往日月潭的道路，也是國姓鄉民及埔里鎮民的聯外道路，大幅改善了兩地居民的聯外交通需求，縮短了前往國道三號的時間。

### 通車時序
- 2008年
  - 1月27日，愛蘭交流道至埔里端路段通車。
  - 12月27日，霧峰系統交流道至東草屯交流道路段通車。
- 2009年
  - 3月21日，東草屯交流道至愛蘭交流道路段通車。
  - 10月22日，國姓交流道通車。
- 2011年
  - 1月，新增的舊正交流道完工通車。
- 2013年
  - 11月21日，新增的北山交流道在下午2點完工通車。
- 2016年
  - 9月28日，舊正交流道東行出口通車。
- 2024年
  - 7月13日，東草屯休息站啟用[5]。

## 設施

### 交流道
| 國道六號路線設施里程一覽表 |      |          |                             |                        |                  |                                                     |                                                                                 |
| 標誌                       | 里程 | 名稱     | 順樁預告                    | 逆樁預告               | 形式             | 通車日                                              | 銜接道路 →聯絡地區                                                              |
| 0                          | 0.0  | 霧峰系統 | 高速公路起點                | 南投 台中 高速公路終點 | Y型              | 2008年12月27日                                      | 福爾摩沙高速公路                                                                |
| 3                          | 3.0  | 舊正     | 霧峰 草屯                   | 草屯 霧峰              | 分離式簡易鑽石型 | 2011年1月31日（西出東入） 2016年9月28日（東出西入） | 台3線（中正路）、中投公路、中118線 · →霧峰區舊正＆象鼻坑、草屯鎮                |
| 5                          | 5.0  | 東草屯   | 草屯                        | 草屯                   | 喇叭型B          | 2008年12月27日                                      | 投5線⇒投8線、台14線 · →草屯鎮北勢湳＆草屯、九九峰                               |
| 6.7 地磅站 僅西行設置      |      |          |                             |                        |                  |                                                     |                                                                                 |
| 6.7 休息站                 |      |          |                             |                        |                  |                                                     |                                                                                 |
| 17                         | 17.0 | 國姓     | 國姓                        | 國姓                   | 喇叭型B          | 2009年10月22日                                      | 台14線 · →國姓鄉國姓、九份二山、惠蓀林場、泰雅渡假村                            |
| － 隧道                    |      |          |                             |                        |                  |                                                     |                                                                                 |
| － 隧道                    |      |          |                             |                        |                  |                                                     |                                                                                 |
| 25                         | 25.3 | 北山     | 北山                        | （僅東出西入）         | 雙C型            | 2013年11月21日                                      | 台14線 · →國姓鄉北山坑、九份二山                                                |
| － 隧道                    |      |          |                             |                        |                  |                                                     |                                                                                 |
| 29                         | 29.0 | 愛蘭     | 埔里 魚池 日月潭 九族文化村 | 埔里 魚池              | 喇叭型B          | 2009年3月27日                                       | 台14線 · →埔里鎮烏牛欄＆埔里、魚池鄉、日月潭、九族文化村                        |
| 34                         | 34.0 | 埔里     | 國姓 埔里                   | （僅東出西入）         | 半套鑽石型       | 2009年3月27日                                       | 台21線⇒台14線 · →埔里鎮牛眠山＆埔里、國姓鄉、中台禪寺                           |
| 37                         | 37.6 | 埔里端   | 霧社 埔里市區 高速公路終點  | 高速公路起點           | 直接式           | 2009年3月27日                                       | 台14線 · →埔里鎮大湳＆埔里、仁愛鄉霧社 · 鯉魚潭、清境農場、奧萬大國家森林遊樂區 |

### 隧道
| 名稱         | 長度      | 長度      | 竣工日期      |
| 名稱         | 東行      | 西行      | 竣工日期      |
| ------------ | --------- | --------- | ------------- |
| 國姓一號隧道 | 2,464公尺 | 2,447公尺 | 2009年3月27日 |
| 國姓二號隧道 | 535公尺   | 480公尺   | 2009年3月27日 |
| 埔里隧道     | 1,305公尺 | 1,266公尺 | 2009年3月27日 |

## 車道數及速限
| 路段                       | 車道數 | 車道數 | 車道數 | 速限（km/h） | 速限（km/h） |
| 路段                       | 東行   | 西行   | 雙向   | 東行         | 西行         |
| -------------------------- | ------ | ------ | ------ | ------------ | ------------ |
| 霧峰系統交流道～舊正交流道 | 2      | 2      | 4      |              |              |
| 舊正交流道～36.2K          | 2      | 2      | 4      |              |              |
| 36.2K～埔里端              | 2      | 2      | 4      |              |              |

## 行駛客運
2009年9月1日通車營運
- 臺中—埔里（經中投公路）：臺中客運、南投客運聯營（6899），05:30－22:00約每15－30分鐘一班車；臺中─埔里─地理中心碑：全航客運（6268），05:30－23:00約每15－30分鐘一班車。
- 臺中—埔里—日月潭（經高鐵臺中站）：南投客運高鐵快捷（6670），05:30－21:30約每30分鐘一班車。

通車之後營運
- 臺北—埔里—日月潭：國光客運（1832至埔里，1833經埔里至日月潭）（臺北─埔里路線部分行駛臺14線）。

## 相關資訊
- 興建單位：交通部臺灣區國道新建工程局
- 維護單位：交通部高速公路局
- 管理單位：內政部警政署國道公路警察局

## 遠期路段計畫
國道六號的遠期路段計畫目前處於擱置狀態，規劃從埔里向東延伸到花蓮縣，在吉安鄉興建系統交流道，與花東高速公路相連接。依未來預定路線來看，沿途會興建數座隧道與橋樑，其中在穿越中央山脈需建造一座15.1公里的能高隧道，從能高山的山腹通過，因此在面對數千公尺厚的地層岩覆所帶來地熱、岩爆、湧水、地質破碎帶（包含斷層）、通風豎井的施作等工程問題，建設與養護成本高昂，再加上生態保育的爭議，使得遠期路段的工程暫時遭到擱置。
2010年10月27日，時任南投縣長李朝卿表示於民國96年國土規畫會議中，即曾建議將國道六號終點從埔里鎮，向東延至仁愛鄉霧社，再建造隧道穿越中央山脈通往花蓮，連結東西部的交通及紓解蘇花公路 ; 李朝卿亦表示與縣府也多次向中央建議及爭取，後將國道六號延伸至霧社案交由交通部高速公路局進行可行性評估。
2019年6月8日，2020年中華民國總統選舉中國國民黨候選人韓國瑜，於花蓮縣總統造勢大會，以此為政策口號，他表示：「當地花蓮的很多政治菁英很多意見領袖，拜託我們說國道6號很重要，希望我們能夠提出來，因為花蓮人迫切需要跟台中變共同生活圈，所以我提出來。至於工程問題跟預算問題，那是可以去探討的。」此議題一出引起社會一番討論，以及現任南投縣縣長林明溱表示過去擔任立法委員時也曾極力為地方爭取該項計畫，認為國道延伸至花蓮是好事，但他坦言，以當時工程技術，似乎難度不小。至於台灣土木工程專家部分，則分為兩派，一派認為此規劃以台灣環境條件而言，永遠是一項不可能的任務；另一派則認為，雖然現階段尚有許多障礙需要克服，但工程技術上已並非完全不可能，政府或許可以參考國外類似案例和邀請更多世界級學者專家來評估未來的可行方向，並不需要太急著因為政治考量而否定這項民生重大議題。2019年6月10日，資深媒體人黃暐瀚指出現任中華民國總統蔡英文於2016年上任後，也曾要求中華民國交通部須將該計畫列為遠程路段目標，足以證明當時蔡英文總統也曾對強化台灣東西交通便利有所重視，和韓國瑜現今的訴求並無二致。隔日（2019年6月11日），蔡英文回應各方疑慮，表示並沒有在過去做過類似的承諾，且該計畫早在馬英九政府時期就因當時的工程技術並不可行而否決該項計畫。
2024年3月，中國國民黨立法院黨團在院會提出國道6號延伸花蓮及環島高鐵建設特別條例修正草案，因而引發相關爭議與討論。

## 外部連結
- OpenStreetMap上有關水沙連高速公路的地理

- . 2008年10月4日  [2008-10-04]. （原始内容存档于2008-12-28）.